# إدوارد شو (لاعب كريكت)
إدوارد شو (بالإنجليزية: Edward Shaw)‏ (16 مايو 1892 في المملكة المتحدة - 7 أكتوبر 1916 في فرنسا) هو لاعب كريكت بريطاني (وحمل سابقاً جنسية المملكة المتحدة لبريطانيا العظمى وأيرلندا). لعب مع Buckinghamshire County Cricket Club ‏ ونادي الكريكت في جامعة أكسفورد ‏.

## وصلات خارجية
- إدوارد شو على موقع إي آس بي آن كريك إنفو (الإنجليزية)